# Top Four Cup
La Top Four Cup è stata una competizione calcistica irlandese.
Essa veniva disputata dai quattro principali club della nazione cioè quelli che si erano classificati nei primi quattro posti nel campionato.
Si svolse dal 1956 al 1974.

## Finali
| Stagione  | Vincitore        | Punteggio                                 | Seconda classificata |
| --------- | ---------------- | ----------------------------------------- | -------------------- |
| 1955-1956 | Shamrock Rovers  | 1-0                                       | Waterford            |
| 1956-1957 | Evergreen United | 2-1                                       | Drumcondra           |
| 1957-1958 | Shamrock Rovers  | 2-1                                       | Drumcondra           |
| 1958-1959 | Evergreen United | 1-0                                       | Shamrock Rovers      |
| 1959-1960 | Cork Celtic      | 2-1                                       | Shelbourne           |
| 1960-1961 | Drumcondra       | 1-1 Primo replay: 2-2 Secondo replay: 3-0 | Cork Celtic          |
| 1961-1962 | Shelbourne       | 2-1                                       | Cork Celtic          |
| 1962-1963 | Drumcondra       | 2-2 Replay: 4-3                           | Cork Celtic          |
| 1963-1964 | Dundalk          | 0-0 Replay: 2-1                           | Limerick             |
| 1964-1965 | Drumcondra       | 3-0                                       | Shamrock Rovers      |
| 1965-1966 | Shamrock Rovers  | 3-3 Primo replay: 1-1 Secondo replay: 3-0 | Bohemians            |
| 1966-1967 | Dundalk          | 0-0 Replay: 2-1                           | Bohemians            |
| 1967-1968 | Waterford        | 3-2                                       | Shamrock Rovers      |
| 1968-1969 | Waterford        | 2-0                                       | Shamrock Rovers      |
| 1969-1970 | Waterford        | 6-2                                       | Cork Hibernians      |
| 1970-1971 | Waterford        | 3-0                                       | Cork Hibernians      |
| 1971-1972 | Bohemians        | 2-1                                       | Finn Harps           |
| 1972-1973 | Waterford        | 6-2                                       | Bohemians            |
| 1973-1974 | Cork Celtic      | 0-0 DCR: ?-?                              | Bohemians            |

## Vittorie per squadra
| Club             | Vittorie | Anni vittorie                |
| ---------------- | -------- | ---------------------------- |
| Waterford        | 5        | 1968, 1969, 1970, 1971, 1973 |
| Shamrock Rovers  | 3        | 1956, 1958, 1966             |
| Drumcondra       | 3        | 1961, 1963, 1965             |
| Cork Celtic      | 2        | 1960, 1974                   |
| Dundalk          | 2        | 1964, 1967                   |
| Bohemians        | 1        | 1972                         |
| Shelbourne       | 1        | 1962                         |
| Evergreen United | 1        | 1959                         |